# 棒孔筆石
棒孔筆石（學名：Rhabdinopora），又名桿孔筆石，是正筆石目下的一屬筆石，生存於奧陶紀的海洋中，是一種群居性浮游生物。牠們被認為是最早的浮游筆石，且可能是所有後來的浮游筆石的祖先。其化石通常大量成群出現。

## 特徵
棒孔筆石的群體呈錐形的扇狀，從胎管處延伸出許多枝，每條枝通過隔膜相互連接，形成方形的外觀。此隔膜構造在後來的筆石中就不存在了。

## 外部連結
- Rhabdinopora in the Paleobiology Database